# Actinidia kolomikta
Actinidia kolomikta là một loài thực vật có hoa trong họ Dương đào. Loài này được (Rupr. & Maxim.) Maxim. mô tả khoa học đầu tiên năm 1859.

## Hình ảnh

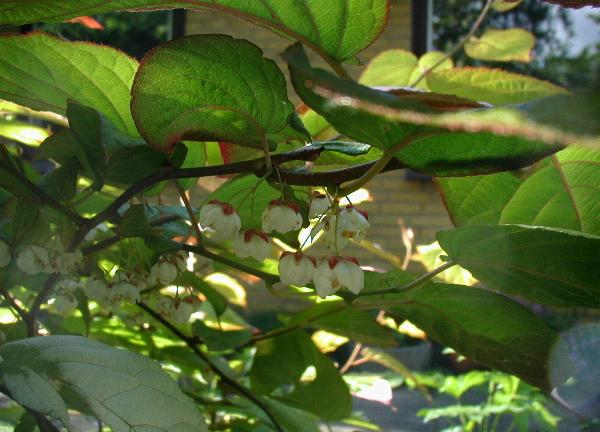
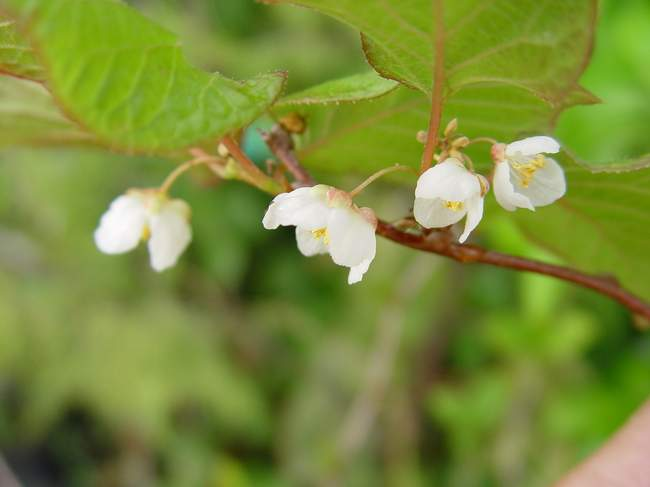
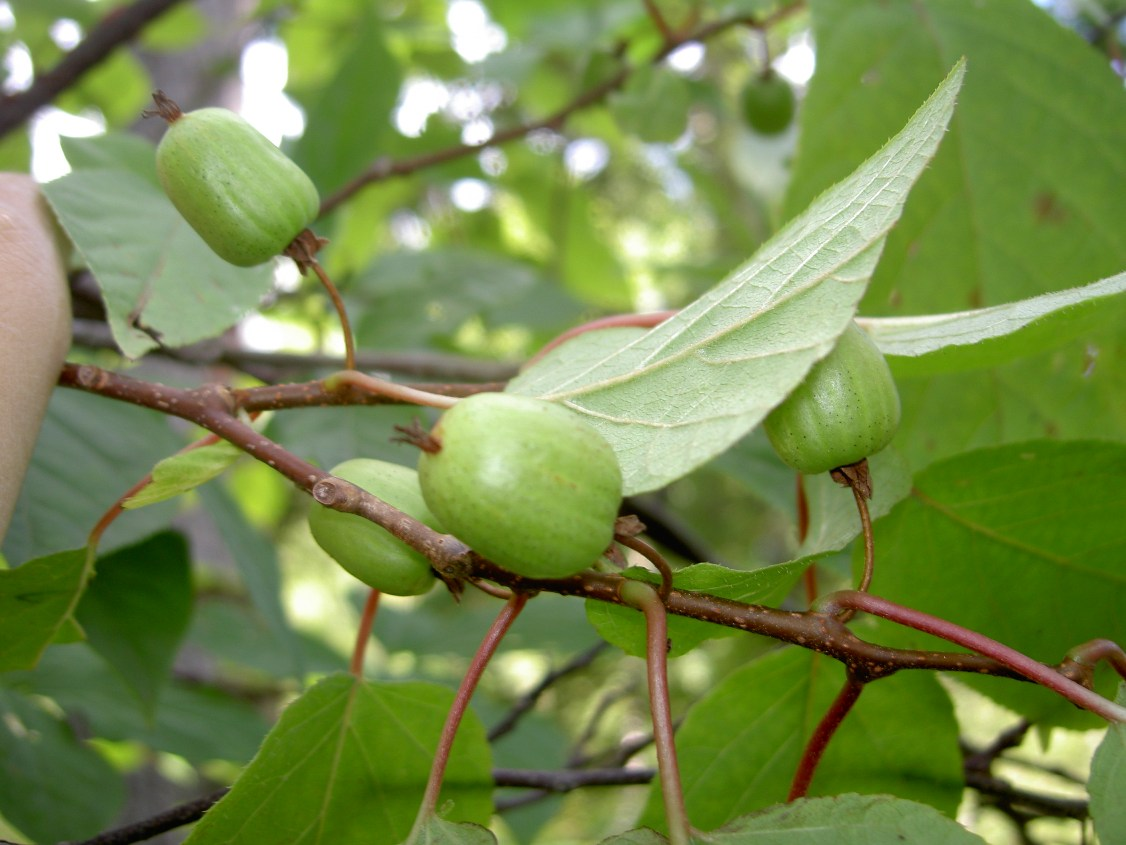
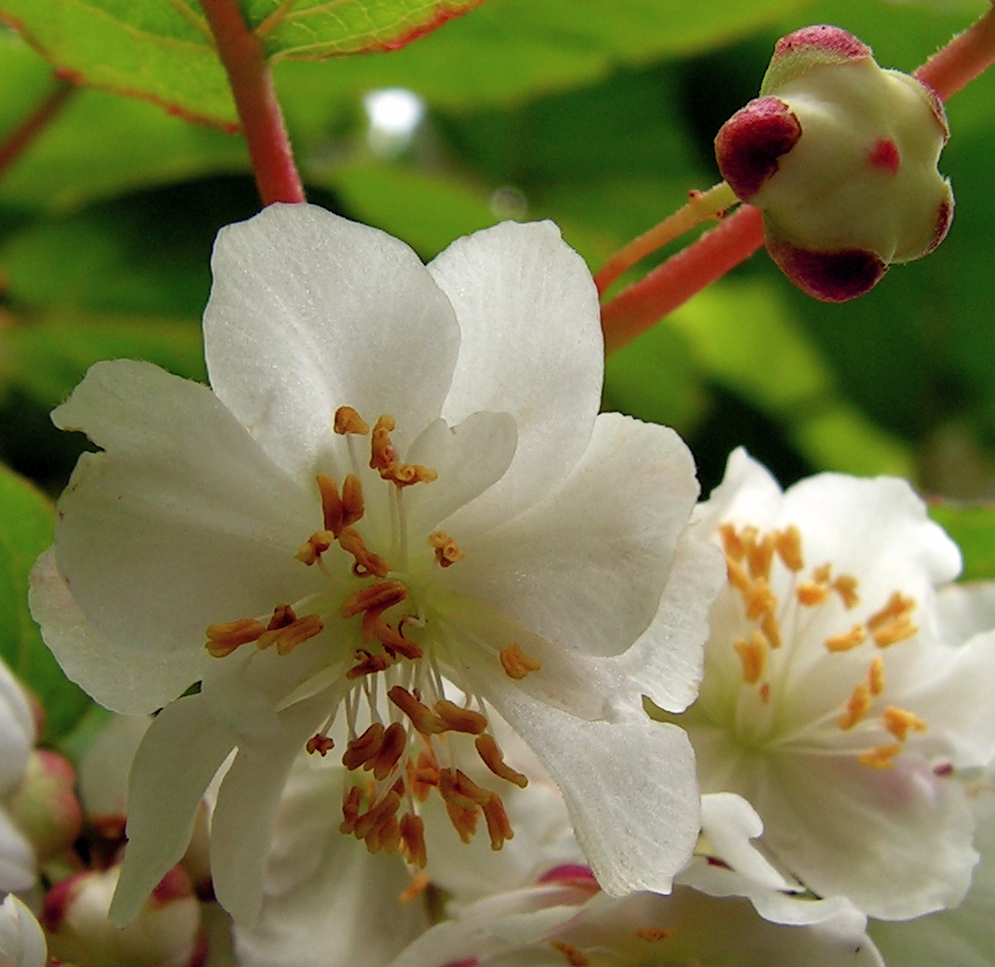